# Marea Flores
Marea Flores este o mare înconjurată de Indonezia, între insula Sulawesi (denumită și Celebes) și insulele Sunda, care acoperă o suprafață de 240.000 de kilometri pătrați (km²).